# Veronica saxicola
Veronica saxicola är en grobladsväxtart som först beskrevs av De Lange, och fick sitt nu gällande namn av Peter B. Heenan. Veronica saxicola ingår i släktet veronikor, och familjen grobladsväxter. Inga underarter finns listade i Catalogue of Life.